# Rede

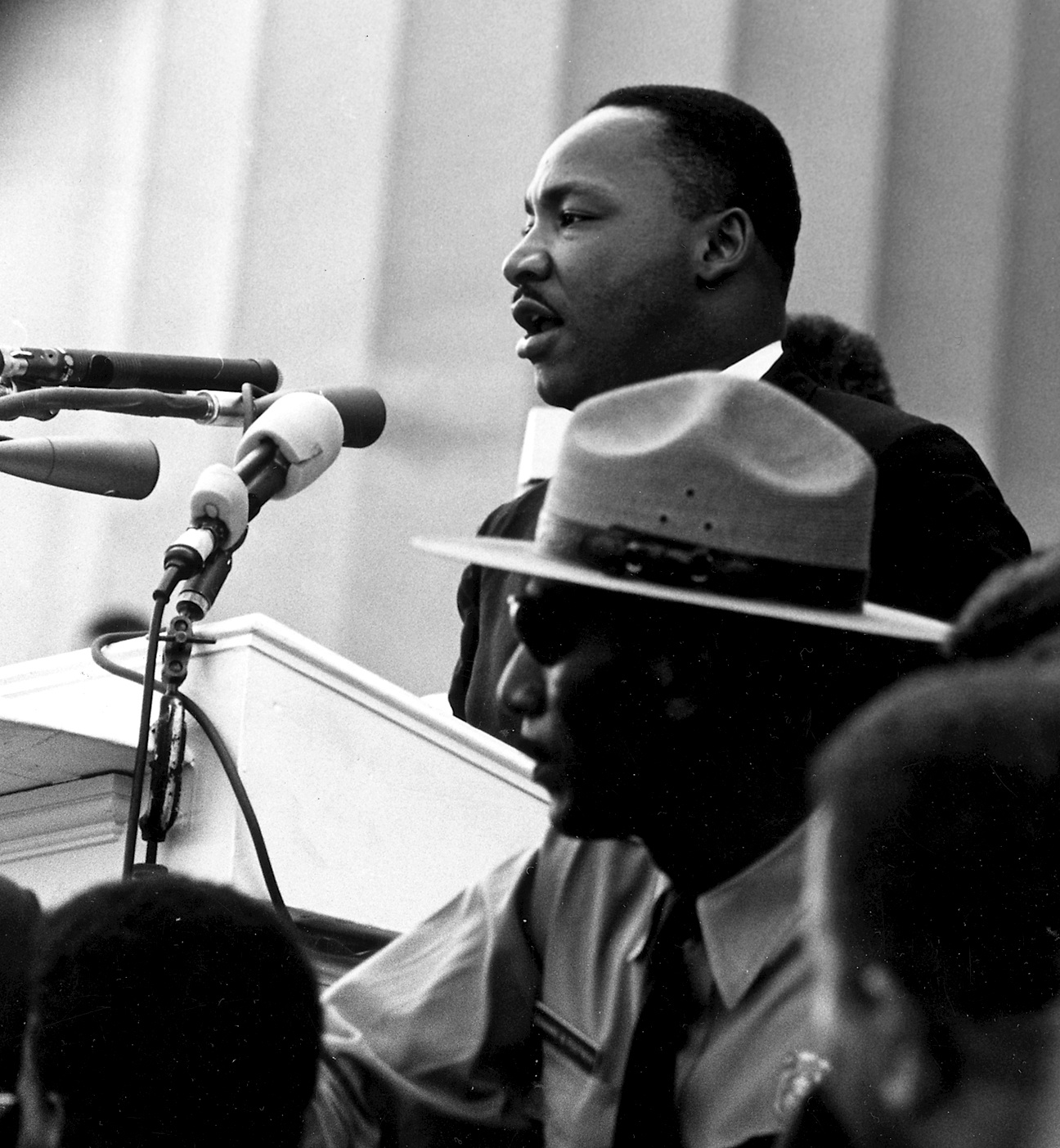
Martin Luther King während einer Rede

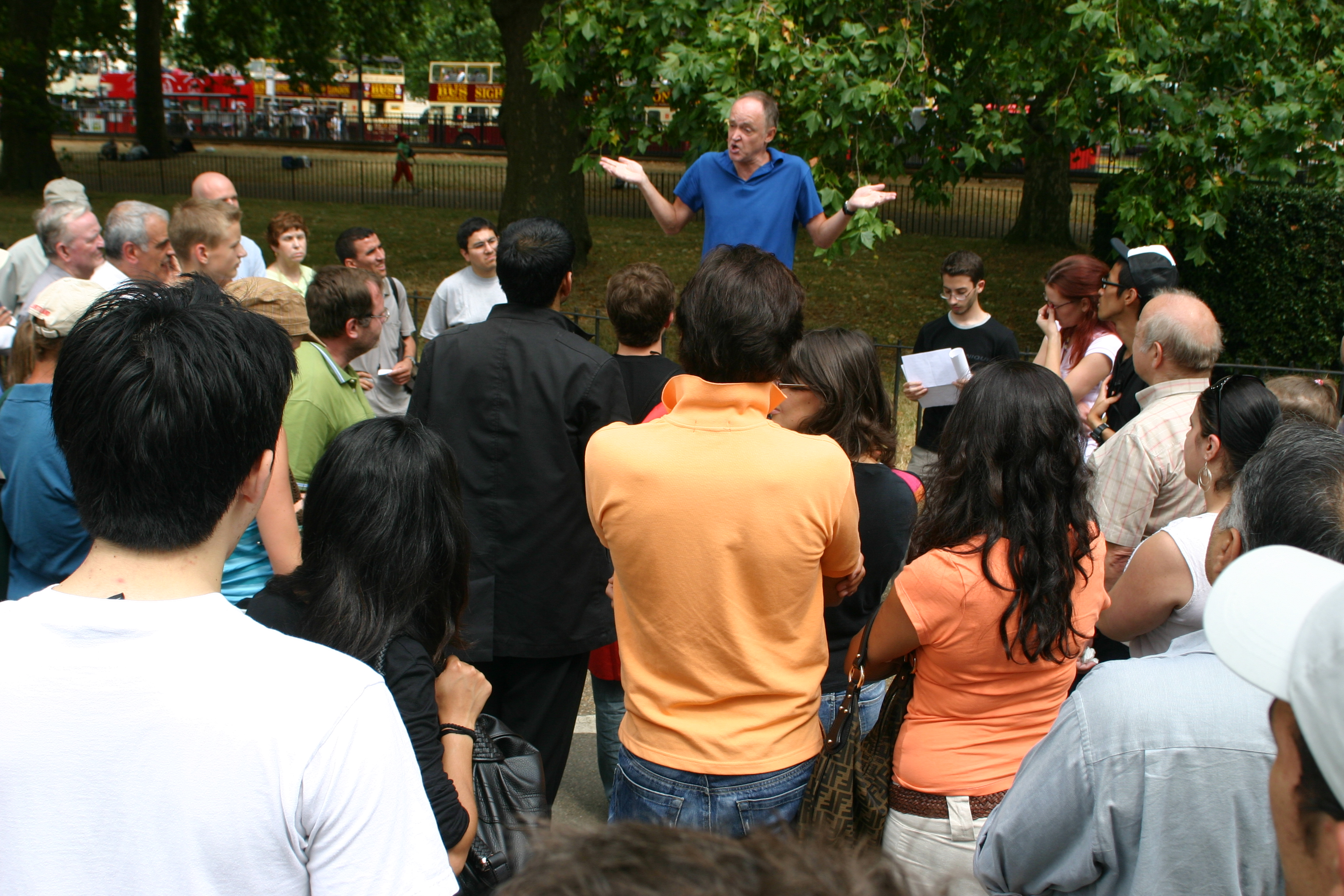
Speakers’ Corner in London

Eine Rede (lateinisch oratio) ist eine in der Regel im Voraus überlegte, mündliche Mitteilung, die von einem Redner an mehrere Personen (Zuhörerschaft, bei öffentlichen Reden Publikum) gerichtet wird. Im Unterschied zum Rezitator trägt der Redner eigene Gedanken vor. Als Reden bezeichnet man ferner Manuskripte und Druckfassungen von Reden. Kurze Reden zur Begrüßung oder Eröffnung einer Veranstaltung werden auch Ansprache (Alloquium) genannt.
Grammatiker und Linguisten verwenden den Begriff der Rede allgemeiner für alle sprachlichen Äußerungen (z. B. direkte, indirekte, erlebte Rede), siehe dazu Rede (Sprachwissenschaft). In der Allgemeinsprache hat das Wort noch weitere Bedeutungen.

## Formale Merkmale

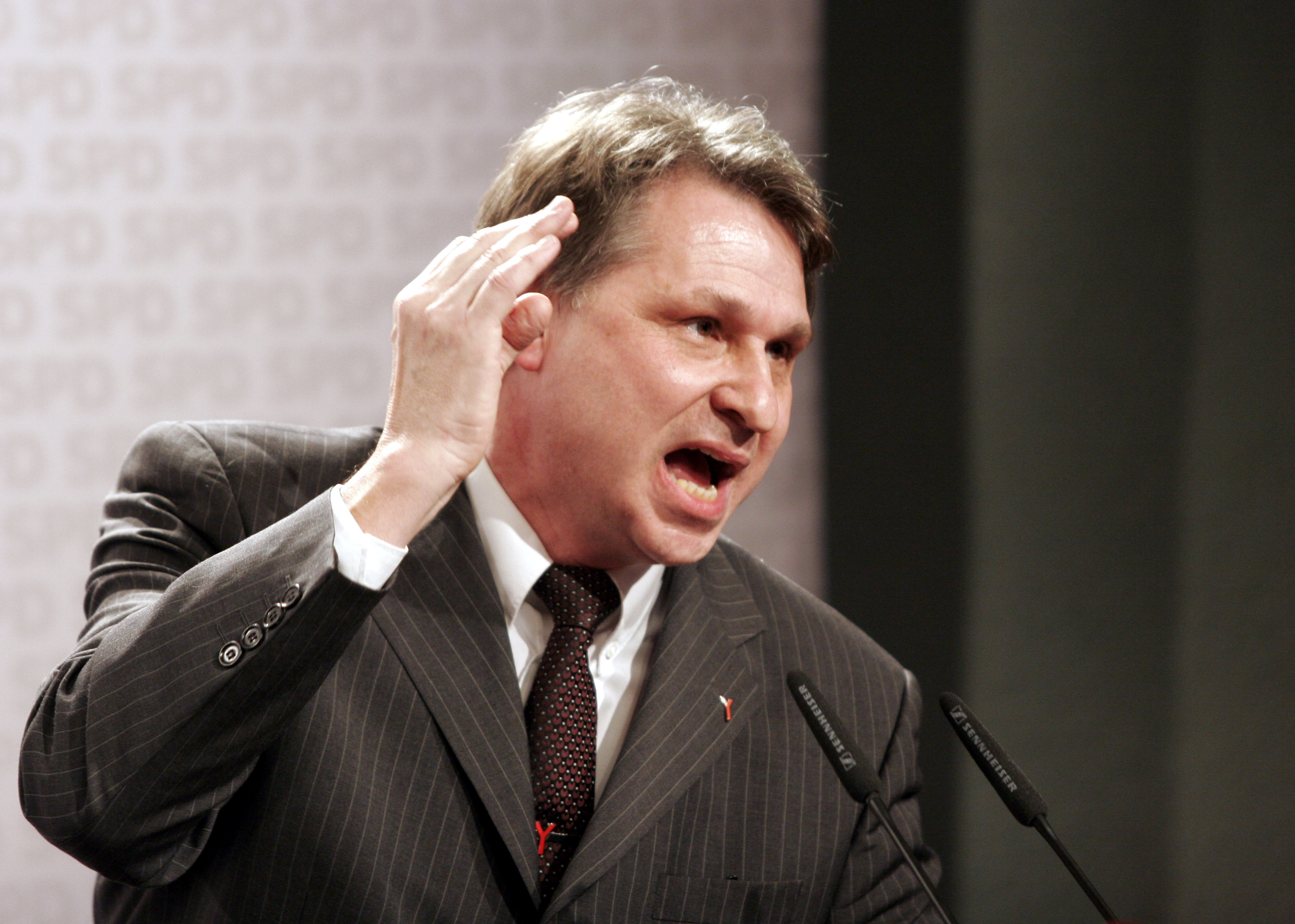
Eine Wahlkampfrede (Norbert Schmitt, 2008)

Von gesprächsweisen Mitteilungen unterscheiden sich Reden durch:
- Monologische Form: Die Zuhörer unterbrechen den Redner nicht durch längere eigene Mitteilungen, sondern höchstens durch Beifalls- oder Missfallenskundgebungen. Zwischenfragen und Zwischenrufe sind bei Redebeiträgen zu Debatten statthaft, nicht aber bei Reden in feierlichem Rahmen.
- Standardsprache: Reden werden häufig schriftlich aufgesetzt und abgelesen. Geübte Redner ziehen den freien Vortrag (freie Rede)[2][3] anhand von Notizen vor. Auch dann, wenn Redner extemporieren („aus dem Stegreif“ sprechen), versuchen sie ihre Worte dem Niveau der geschriebenen Sprache anzugleichen. Politiker nutzen gelegentlich einen Prompter: Sie lesen ihre Rede von unauffällig montierten Spiegeln ab und erwecken dabei den Eindruck, sie würden spontan reden.
- Prosa: Redner sprechen nicht in Versen. Versreden zu heiteren Anlässen wie Hochzeitsfeiern und Karnevalsveranstaltungen (Büttenrede) sind die Ausnahme.
- Thematische Geschlossenheit: Reden zeichnen sich dadurch aus, dass sie stets „zur Sache“ sind. Weitschweifigkeit ist schlechter Redestil und führt dazu, dass das Publikum ungeduldig reagiert. Eine gute Rede ist prägnant und so kurz wie möglich.
- Habitus und Körpersprache: Reden, selbst Tischreden, werden meist stehend, in größeren Versammlungen „frontal“ von einem Rednerpult aus gehalten. Der Redner erhebt seine Stimme und sucht den Blickkontakt zu den Zuhörern.
- Höflichkeitszeremoniell: Zu einer Rede gehört von Seiten des Redners höfliche Anrede der Zuhörerschaft, Bitte um und Dank für Aufmerksamkeit, seitens der Zuhörerschaft Schlussapplaus.

## Arten von Reden
Im Unterschied zur mündlichen Erzählung, zur Rezitation, zur Plauderei von Conférenciers dienen Reden nicht oder nur am Rande der Unterhaltung. Redner vertreten eine Sache, sind oder zeigen sich politisch, sozial, moralisch engagiert, wollen durch ihre Worte etwas präsentieren und bewirken. Ihre Reden haben einen bestimmten Anlass und verfolgen einen oder mehrere der folgenden Zwecke:
- Grußwort: kurze, zur Begrüßung der Teilnehmenden einer Veranstaltung gehaltene Ansprache des Gastgebers und/oder eines Ehrengastes
- Willenskundgabe, Absichtserklärung: Regierungserklärungen, Thronreden, Reden auf Demonstrationen.
- Einflussnahme auf Entscheidung (Überredung): Wahlreden, Werbevorträge; Reden in Parlamenten und andern beratenden Gremien; Reden bei Gerichtsverhandlungen (Plädoyer).
- Einflussnahme auf Überzeugung und Handlungsbereitschaft: philosophisch-weltanschauliche Lehrreden, missionarische Predigten; politische Propagandareden; Brand- und Hetzreden (Philippika). Nicht genau im selben Sinn spricht man von Hassreden, einer Form des strafrechtlich relevanten digitalen Gewaltdelikts.
- Ehrung von Personen und Leistungen: Prunk- und Lobreden auf Götter und Herrscher (Panegyrikon); Lobreden bei Preisverleihungen (Laudatio).
- Erinnerungskultur: Gedenkreden zu historischen Ereignissen, Jubiläumsreden, Nekrologe, Trauerreden.
- Feierlichkeiten: Festreden dienen – wie die Feste selbst – der Betonung von Lebens- und Zeitabschnitten und der Stärkung des Zusammengehörigkeitsgefühls (Identifikation).
  - Hochzeitsrede
  - Weihnachts- und Neujahrsansprachen
  - Reden zur Einweihung von Bauwerken
  - Reden zur Initiation: Schulentlassung, Jugendweihe; Jungfernreden von Parlamentsabgeordneten
  - Damenrede
  - Eine „Sonntagsrede“ ist eine feierliche schöne Rede, das Wort wird jedoch meistens abwertend verwendet[4]
- Wissensvermittlung: Geistliche Unterweisungen (Homilien), Vorträge, akademische Vorlesungen, Referate, Briefings besitzen häufig die Form von Reden.

## Die Rede als Kunstform
Seit der Antike genießt der Redner, Rhetor bei den Griechen, Orator bei den Römern, hohes Ansehen. Die Rede entwickelte sich in der politischen und Gerichtspraxis beider Völker zur Kunst. Beredsamkeit galt als erlernbar und wurde in besonderen Rednerschulen gelehrt. Das praktische Wissen über effektive Redegestaltung wurde gesammelt und theoretisch durchdrungen. Daraus entstand ein umfangreiches Wissensgebiet, die Rhetorik. Sie zählte bis ins Mittelalter zum Bildungskanon und ist heute keineswegs überholt, wie der Blick auf ihre Systematik zeigt. Die Analyse und Klassifikation der Redefiguren befruchtete andere Wissensgebiete, so Stilistik und Poetik. Die Rhetorik ist eine der historischen Wurzeln der Literaturwissenschaft.
Welches Ansehen ein Redner genießen oder wie wichtig einem Veranstalter ein prominenter Redner sein kann, zeigen die Honorare, die mitunter für eine Rede bezahlt werden. Speziell ehemalige Präsidenten oder andere ranghohe bzw. populäre Regierungsmitglieder erhielten bzw. erhalten hohe Geldbeträge pro Auftritt, zum Beispiel Bill Clinton, Al Gore, Michail Gorbatschow, Tony Blair (er erhielt im November 2007 für einen dreistündigen Auftritt in China 230.000 Pfund = 280.300 Euro) oder Helmut Schmidt.